# Boarmia glaucocinctula
Boarmia glaucocinctula là một loài bướm đêm trong họ Geometridae.